# Londoner Konferenz (1866)
Die Londoner Konferenz vom Dezember 1866 war die letzte Runde in einer Reihe von Konferenzen, die als Kanadische Konföderation 1867 zur Gründung des Bundesstaates Dominion of Canada führte. Delegierte der Provinz Kanada, von Nova Scotia und von New Brunswick besprachen mit Beamten der britischen Regierung Regelungen für das als British North America Act bekannte Gesetz. Die Londoner Konferenz setzte damit die Besprechungen der Charlottetown-Konferenz von 1864 und der Québec-Konferenz von 1864 fort. 
Ein Kernpunkt war die Abstimmung mit den römisch-katholischen Bischöfen über Erziehungsfragen und Garantien, um das unterschiedliche Schulsystem zu schützen. Ein Teil der Delegierten stand solchen Regelungen ablehnend gegenüber. Man einigte sich darauf, unterschiedliche Schulsysteme in Québec und in Ontario fortbestehen zu lassen, nicht jedoch in Nova Scotia und in New Brunswick.